# Hylodes cardosoi
Hylodes cardosoi är en groddjursart som beskrevs av Lingnau, Canedo och Pombal 2008. Hylodes cardosoi ingår i släktet Hylodes och familjen Hylodidae. IUCN kategoriserar arten globalt som livskraftig. Inga underarter finns listade i Catalogue of Life.